# 우연수
우연수(1990년 11월 30일 ~ )는 대한민국의 가수다. 2011년 일롭 싱글 앨범 [타임머신]으로 데뷔했다.

## 방송
- 히든싱어 1 (2012) - 
  - 시즌 1 이수영편 준우승
  - 시즌 1 왕중왕전 3위
  - 시즌 1/2/3 통합 왕중왕전 출전
  - 도플 싱어 가요제 출전

## 음반
- 일롭 싱글 앨범 [타임머신] (2011)
- Cuz I Luv U (2013)
- 이제 와서 이렇게... (2014)
- 하얀달 (2014)
- 돌아가는 길 (2015)
- 쉼표 (2015)
- 안녕 그날 (2015)
- 어떤 밤 (2016)
- 색 (色) (2017)
- 은하수 (2017)
- 아프지 말고 아프지 말자 (2017)
- 벚꽃이 내리는 길목 위에서 (2018)
- 낙엽바람 (2018)
- 청소 (2021)

## 공연
- The stage ‘ 다음 ’ (2016)
- [폐막공연] 골든 마우스 쇼 - 전주 (2017)
- 청춘표류기 (2017)

## 기타
- Mr. 킹콩 - 나 있잖아 (2012) 피처링